# Universalmotor
En universalmotor er en elektromotor, som er en variant af DC-motoren med viklet stator. Navnet kommer af, at den kan drives af både en AC- og en DC-strømforsyning, selv om den i praksis næsten altid bruges med en AC forsyning. Princippet bag den er, at strømmen i statorfeltet og armaturet (og derved det resulterende magnetfelt) i en DC-motor med viklet stator vil skifte (reversere polaritet) på samme tid, og derfor vil den mekaniske kraft, der produceres, altid være den samme. I praksis skal motoren være specielt designet til at håndtere AC strømmen (idet der må tages højde for impedans /remanens), og motoren er generelt mindre effektiv end en lignende ren DC-motor. 
Fordelen ved universalmotoren er, at en AC forsyning kan bruges på en motor, som har egenskaber, der er karakteristiske for en DC motor, specielt højt startmoment og et meget kompakt design, hvis der bruges høje omdrejningshastigheder. Det negative aspekt er de vedligeholdelses- og pålidelighedsproblemer, der følger med en kommutator, og derfor bruges sådanne motorer sjældent i industrien, men er de mest almindelige AC motorer i apparater som elpiskere og el-værktøj, som ikke bruges i længere tid. 
Det er let at lave en trinløs hastighedskontrol til en universalmotor, der kører på AC ved at bruge et thyristor kredsløb, og en trinvis hastigheds kontrol kan laves ved at lave flere udtag på statorspolen. I husholdningsblendere, hvor flere hastigheder bruges, kombineres en statorvikling med flere udtag ofte med en diode, der kan sluttes ind i serie med motoren (hvorved motoren køre på en pulserende DC spænding med den halve spænding, der leveres fra AC forsyningen).
Til forskel fra andre almindelige former for AC motorer (synkrone og asynkrone motorer), kan universalmotorer let komme over 1 omdrejning pr. periode fra AC forsyningen (dvs. overstige 3000 rpm på et 50 Hz system eller 3600 rpm på et 60 Hz system). Det gør dem specielt nyttige til bestemte apparater som blendere, støvsugere og hårtørrere hvor en høj hastighed er ønsket.
Med den meget lave pris på halvleder ensrettere bruger maskiner, der før ville have brugt en universalmotor, nu en ren DC motor, som regel med et permanent magnetfelt. Det gælder især, hvis halvlederkredsen også bruges til en variabel hastighedskontrol.